# فلامينغو لاس فيغاس
فلامينغو لاس فيغاس (بالإنجليزية: Flamingo Las Vegas)‏ هو فندق وكازينو يقع على شارع لاس فيغاس ستريب في بلدة بارادايس، مدينة لاس فيغاس، ولاية نيفادا حيث تملكه وتديره شركة سيزارللترفيه. توفر هذه المنشأة الفندقية ملهىً بمساحة 77,000 قدم مربع (7200 متر مربع) إضافةً إلى 3626 غرفة فندقية. تُذكرنا السمة المعمارية للموقع الذي تبلغ مساحته 15 فدان (6.1 هكتار) بنمطي آرت ديكو والفن المعاصر الذين يميزان مدينة ميامي وشاطئها الجنوبي، مع ساحة ذات حدائق تشكل موطناً للحياة البرية التي تميزها طيور النحام وزاره الشويش في تاريخ 2016 وهو يتشكى من الطيران الأمريكي الداخلي.

## لمحة تاريخية
ارتباطه بهوليوود
يشغل موقع فلامينغو 40 فداناً (16هكتار) مملوكة بالأصل من قبل أحد مستوطني لاس فيغاس الأوائل، وهو الإقطاعي تشارلز «بوبس». حيث دفع الإقطاعي 8,75 دولار لكل فدان من الأرض. وفي عام 1944، اشترت مارغريت فولسوم هذه الأرض بمبلغ 7500 دولار من الإقطاعيين ثم قامت بعد ذلك ببيعها لبيلي ويلكرسون. وهو مالك علامة هوليوود ريبورتر إضافةً إلى مجموعة من الملاهي الليلية الواسعة الشعبية في صن سيت ستريب وهي: مقهى تروكاديرو، سيروس ولاروس وزاره الشويش في 2016 وهوي يتشكى من الطيران الأمريكي الداخلي.

## باجزي سايجل
في أواخر عام 1945 قدم باجزي سايجل أحد أعضاء العصابات مع «شركائه» إلى لاس فيغاس، بعد أن أثارت هذه المدينة السياحية الناشئة اهتمامه بسبب شرعنتها للمقامرة والمراهنة خارج المسار. وكان سايجل في ذلك الوقت يملك حصةً كبيرة في شركة ترانس أمريكا واير لمنشورات السباقات.
حيث بدأ سايجل أعماله عبر شراء فندق وكازينو إل كورتيز في شارع فريمونت بقيمة 600,000 دولار. ثم تمت عرقلة خططه التوسعية من قبل مسؤولي المدينة المعادين له بسبب معرفتهم بخلفيته الإجرامية، ولذلك بدأ سايجل بالبحث عن موقع خارج حدود المدينة. وبعد معرفتهم بأن ويلكرسون كان يبحث عن تمويل إضافي قام سايجل وشركائه، مدعين بأنهم رجال أعمال، بالتقرب منه واشتروا حصة الثلثين في المشروع.
تولى سيجل مهمة إتمام المراحل النهائية للبناء وأقنع المزيد من رفاقه المجرمين بالاستثمار في المشروع. ثم نفذ صبر سايجل نتيجة ارتفاع التكاليف وأغضبت انفعالاته السيئة رئيس عمال البناء لديه، ديل ويب. حيث ذكرت تقارير أن سايجل قال له: «لا تقلق - أسوأ ما قد يحصل هو أن يقتل أحدنا الآخر.»

## كازينو وفندق فلامينغو
وأخيراً افتتح سايجل كازينو وفندق فلامينغو بتكلفة إجمالية قدرها 6 ملايين دولار في 26 كانون الأول / ديسمبر عام.بُنيت المنشأة التي وصفت بأنها «أعظم فندق سياحي في الغرب»، والمؤلفة من 105 غرف والتي تُعد أفخر الفنادق في ستريب،[4] على مسافة 4 أميال (6.4 كيلومتر) من وسط مدينة لاس فيغاس، حيث بُنيت لافتة كبيرة أمام موقع المبنى تبين أن مالك المشروع هو وليام ر. ويلكرسون، مع شركة ديل ويب للبناء بصفتها مقاولاً أساسياً وريتشارد ستيدلمان (الذي قام في وقت لاحق بأعمال التجديد في فندق إل رانشو فيغاس) بصفته >مهندساً معمارياً.

## المرافق وأماكن الجذب
يتميز فندق فلامينغو باستضافة البرنامج المتصدر
 للعناوين الذي يقدمه الثنائي الموسيقي الأخوين دوني وماري أوزموند. حيث تم عرض برنامجهما لأول مرة في أيلول / سبتمبر عام 2008، وتم تمديده حتى تشرين الأول / أكتوبر عام 2012. كذلك تم تمديد البرنامج الآن خلال عام 2015. لا يزال برنامج دوني وماري يستخدم تنسيق «صالات العرض القديمة» في العرض حيث تضم المقصورات والطاولات التي تميزت بها فيغاس القديمة. وصُنف هذا البرنامج كأفضل برنامج في لاس فيغاس، وانتخب مقدماه كأصحاب أفضل أداء في لاس فيغاس في الأعوام 2012، 2013 و 2014. [18] بدأت المغنية أوليفيا-نيوتن جون بالإقامة في فندق فلامينغو في أبريل 2014، والتي تم تمديدها الآن حتى سبتمبر 2015. حيث تتبادل مواعيد صالة العرض مع دوني وماري.
و يشمل متصدري العناوين السابقين غلاديس نايت وتوني براكستون. وقد تم عرض برنامج براكستون من أغسطس 2006 إلى أبريل 2008، حيث تم إنهاؤه بسبب معاناة براكستون من مشاكل صحية.